# آرادو ئی. ۳۸۱
آرادو ئی. ۳۸۱ (به انگلیسی: Arado_E.381) یک هواگرد از نوع پارازیتی و هواپیمای جنگنده ساخت شرکت آرادو فلوکتسایک‌ورک در آلمان است. در مجموع، تعداد ۴ فروند از این هواگرد ساخته شده‌است.